# Pararge erdonia
Pararge erdonia är en fjärilsart som beskrevs av Hans Fruhstorfer. Pararge erdonia ingår i släktet Pararge och familjen praktfjärilar. Inga underarter finns listade i Catalogue of Life.